# Eishockey

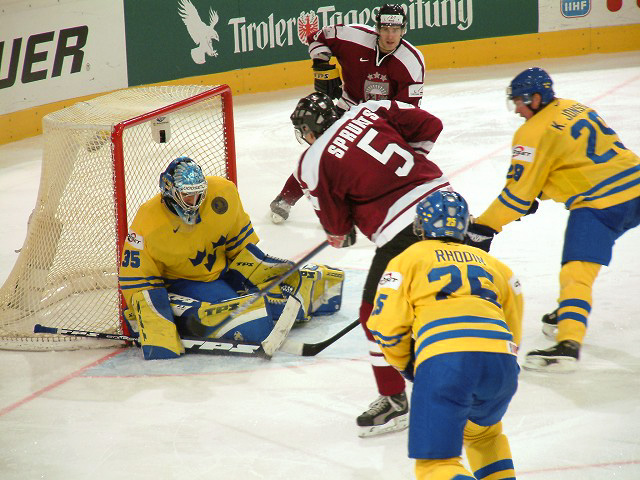
Schweden-Lettland (Herren), Mai 2005

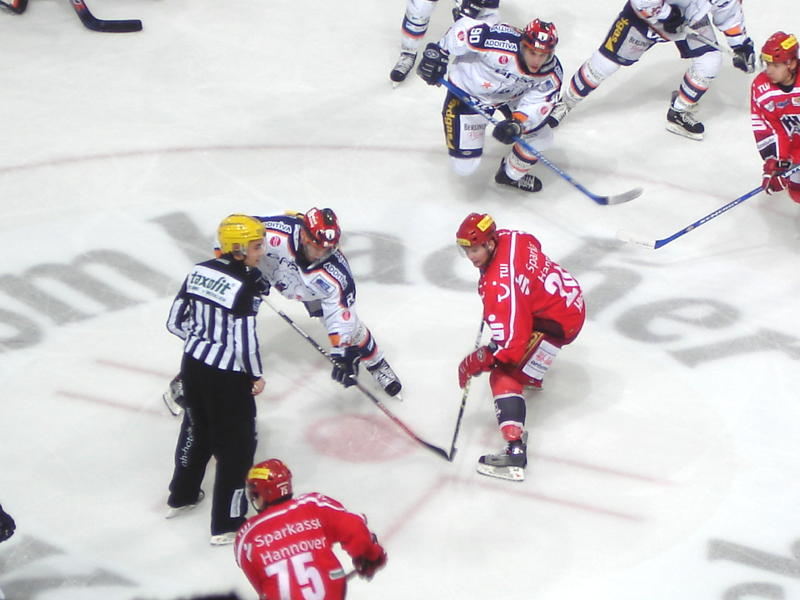
Spiel der Eisbären Berlin gegen die Hannover Scorpions in der DEL

Eishockey ist eine Mannschaftssportart, die mit fünf Feldspielern und einem Torwart auf einer etwa 60 m langen und 30 m breiten Eisfläche gespielt wird. Ziel des Spiels ist es, den Puck, eine kleine Hartgummischeibe, in das gegnerische Tor zu befördern. Die Spielzeit beträgt üblicherweise dreimal 20 Minuten netto. Da bei jeder Spielunterbrechung die Uhr angehalten wird, dauert ein Spiel etwa zwei bis zweieinhalb Stunden.
Verbreitung fand der Sport insbesondere durch die Erfindung und Errichtung von Kunsteisbahnen seit Anfang des 20. Jahrhunderts.
Eishockey ist durch die Internationale Eishockey-Föderation (IIHF) international organisiert. Der Weltverband hat 81 Mitgliedsverbände (Stand 2019). Als spielerisch beste Eishockeyliga der Welt gilt die nordamerikanische National Hockey League (NHL).

## Geschichte

### Entwicklung

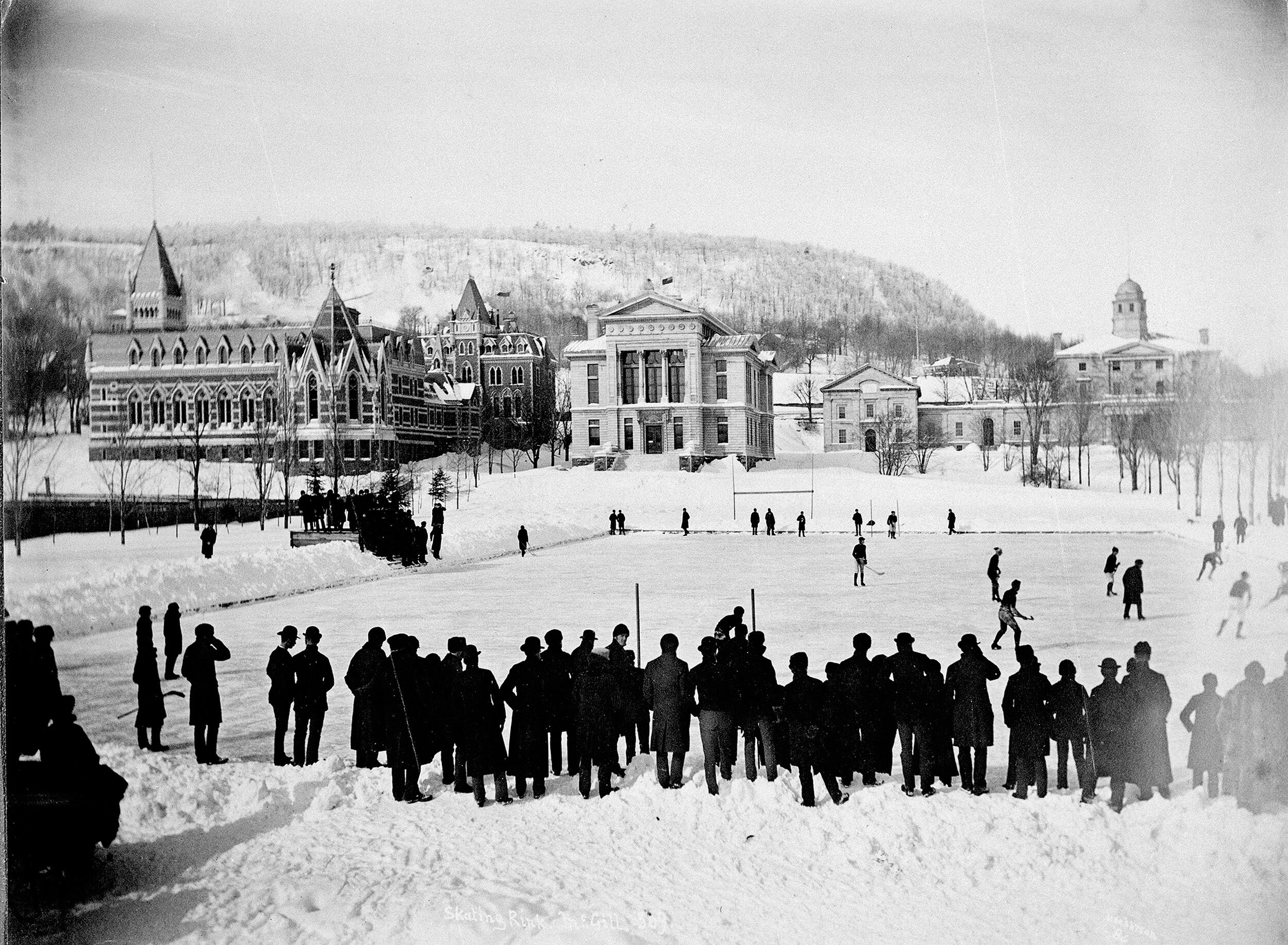
Eishockey an der McGill-Universität 1884

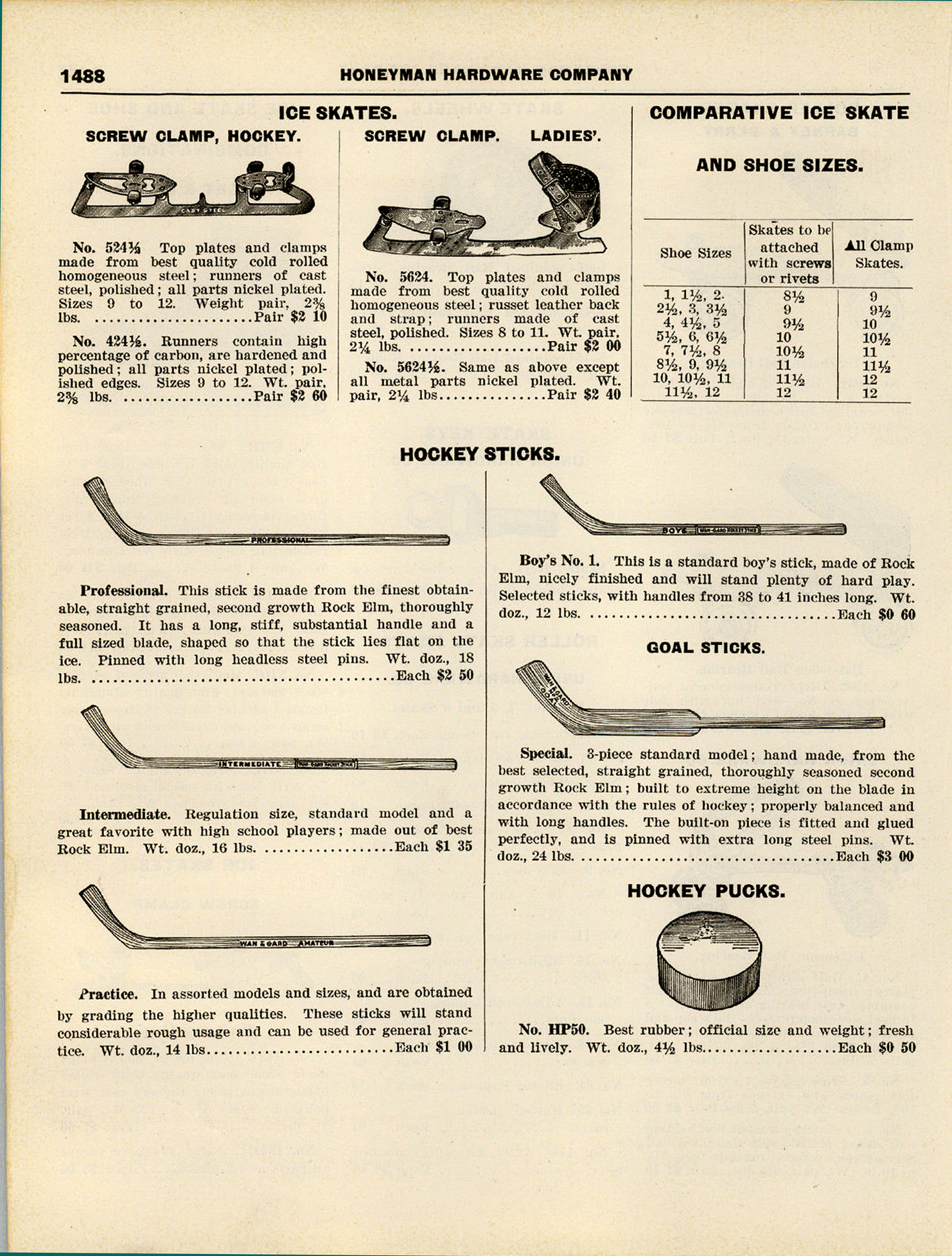
Seite eines amerikanischen Versandhaus-Katalogs von 1927 mit Eishockey-Artikeln

Vorläufer des Eishockeysports finden sich in Friesland oder auch in den Niederlanden. Künstlerische Abbildungen von ähnlichen Sportarten datieren bis ins 16. Jahrhundert. Ein anderes Spiel aus jener Zeit, welches dem heutigen Eishockey sehr ähnelt, ist bis heute unter dem Namen Bandy bekannt. Andere Spuren verweisen auf Dänemark im Jahr 1134. Die Schlittschuh-Kufen waren bis in die Zeit der Industrialisierung auch aus Knochen.
In Nordamerika kannten schon die Ureinwohner Kanattas im 16. Jahrhundert verschiedene Ballspiele. Durch die französische Kolonisation Kanadas in der Mitte des 16. Jahrhunderts vermischten sich jene Ballspiele mit denen der Soldaten zum heute bekannten Lacrosse. Der Camburca, ein Krummstock, entwickelte sich zu einer Art Hockey- oder Eishockeyschläger. Mitte des 18. Jahrhunderts kamen die Engländer nach Kanada und die Soldaten brachten die ihnen bekannten Spiele Hurling und Shinty, auch Shinney genannt, mit. Im Lauf der Zeit wurden das Shinney-Spiel aufgrund der vorherrschenden Bedingungen schnell aufs Eis übertragen. Anfangs spielten nur die Soldaten, doch es kamen Studenten aus Montréal hinzu, die feste Spielregeln entwickelten, sodass sich allmählich ein fester Ligenbetrieb entwickelte. Das älteste belegbare „erste Eishockeyspiel in einer Halle“ fand am 3. März 1875 im Victoria Skating Rink in Montreal statt und wurde von James Creighton organisiert, einem Studenten der McGill University. 1917 wurde die Profiliga National Hockey League gegründet, die zunächst nur kanadische, später auch US-amerikanische Mannschaften umfasste. In Kanada wird Eishockey als Nationalsymbol beansprucht; europäische Traditionen des Spiels werden hierbei ausgeklammert.
In Europa, das bereits lange vergleichbare Spiele kannte, verbreiteten sich die Spielidee und die Regularien bereits gegen Ende des 19. Jahrhunderts, wo diese sich zunächst vor allem in den klimatisch günstigen Gebieten wie der Alpenregion oder Skandinavien etablierten sowie in Großstädten, sofern diese über eine Kunsteisbahn verfügten. Johann Felix Unsöld (1852–1931), Ingenieur und Erfinder der Roheiserzeugung errichtete 1882 die erste künstliche Halleneisbahn Deutschlands. Die Eishalle war durch eine aufwändige Glasdachkonstruktion zwischen Wohnhäusern überdacht. Er wollte damit die Maschinen seiner Eisfabrik auch im Winter auslasten. Sie befand sich in München, in der Galeriestraße auf dem Grundstück der heutigen Hausnummer 10 der Unsöldstraße. Die Eisbahn erhielt bald nach ihrer Fertigstellung im Volksmund den Kosenamen Schachterleis (Schachterl = bayerische Verkleinerungsform für winzige Schachtel), da es mit 38 Meter × 15 Meter sehr klein war.
Die Herkunft des Worts Hockey ist ungeklärt, möglich erscheint eine Herleitung von dem französischen Wort für Stock oder dem englischen Begriff „hook“ (gekrümmt). Die deutsche Sprache kennt mit Hocken (Althochdeutsch: hocchan) ein phonetisch ähnliches Wort, aus dem sich das früher in Deutschland für das Spiel verwendete Wort Eishocken ableitet.

### Nach dem Zweiten Weltkrieg
Geschichtliche Bedeutung erlangten oftmals die Spiele zwischen der damaligen Sowjetunion und den USA oder Kanada vor allem in der Phase des Kalten Krieges als Ausdruck der Rivalität der Systeme. So wurde das Spiel der USA gegen die UdSSR beim olympischen Eishockeyturnier 1980 zu einer Art „Show-down“ der beiden Weltmächte. Die USA konnten es gegen die seinerzeit übermächtige Sowjetunion gewinnen, das Spiel ging als „Miracle on Ice“ in die Geschichte ein.
Die Bedeutung des Eishockey in der Sowjetunion nahm ab den 1950er Jahren erheblich zu. So gelang es dem sowjetischen Team, bereits bei der ersten Weltmeisterschaftsteilnahme 1954 wie auch bei der ersten Teilnahme am olympischen Eishockeyturnier die Goldmedaille zu gewinnen. Weiterhin gab es zwischen der UdSSR und der ČSSR bedeutende Spiele, in denen die sowjetische Mannschaft mit herausragenden tschechoslowakischen Spielern konkurrierte. Auch hier wurden, insbesondere nach dem Prager Frühling 1968, die unterschiedliche politische Gesinnung und die politischen Befindlichkeiten in den Sport getragen.
Nachdem Inline-Skates immer wieder als Trainingsgerät für Eishockeyspieler konstruiert worden waren, gelang es in den 1990er Jahren Inline-Hockey als dem Eishockey-Artverwandte Sportart zu etablieren.
Nach dem Zusammenbruch der Sowjetunion gingen einige der besten Spieler in die National Hockey League, in der Mannschaften der USA und Kanadas spielen. Die NHL stellt heute die bedeutendste Liga der Welt dar, mit vielen der besten Spieler aus Europa und anderen Teilen der Welt. Bei den alljährlich stattfindenden NHL All-Star Games zeigt sich, dass viele europäische Spieler heute zu den wichtigsten Leistungsträgern der Liga gehören. Die Sportlandschaft in Nordamerika ist pluralistischer aufgestellt und anders als beispielsweise in Europa nicht von einer einzigen Sportart dominiert. Folglich fallen Spielereinkünfte in vielen Sportarten höher aus und ziehen wie im Fall des Eishockey Spieler aus Europa an.

### Fraueneishockey
Das Eishockey für Frauen wurde einst gemeinsam mit dem Eishockey der Männer betrieben und nach Herausdrängen der Frauen in der ersten Hälfte des 20. Jahrhunderts wieder separat betrieben, seitdem gibt es auch Regelabweichungen. Die wichtigste davon ist, dass bei den Frauen das Drücken gegen die Bande sowie Body-Checks grundsätzlich verboten sind. Diese Regelung wurde nach der ersten Weltmeisterschaft 1990 eingeführt, da es dort zu schweren Verletzungen aufgrund des Aufeinandertreffens von unterschiedlich robust gebauten Frauen gekommen war. Darüber hinaus sind die Frauen, genauso wie alle Nachwuchsspieler, verpflichtet, mit Helmen mit Gesichtsschutz zu spielen.
Das erste olympische Fraueneishockeyturnier fand 1998 in Nagano statt. Genau wie die Weltmeisterschaften werden diese Wettbewerbe vor allem durch die Mannschaften aus Nordamerika dominiert. Dort gibt es auch ein ausgeprägtes Ligasystem, das dem der Männer gleicht. Populär ist Fraueneishockey auch im nördlichen Europa und in Russland.
Bei den Winterspielen von 2006 in Turin gewann mit Schweden zum ersten Mal eine nichtamerikanische Mannschaft die Silbermedaille.

## Spielprinzip
Beim Eishockey muss ein Puck, eine flache Hartgummischeibe, mit Schlägern in das gegnerische Tor geschoben oder geschossen werden. Eishockey gilt als sehr schnelle Mannschaftssportart und zudem sehr körperbetonter Sport, bei dem es auch zu handfesten Auseinandersetzungen zwischen den Spielern kommen kann. In der Regel werden diese Auseinandersetzungen schnell unterbunden und enden ohne Verletzungen, jedoch gab und gibt es auch immer wieder Vorfälle, die schwere Verletzungen nach sich zogen. Mittels so genannter Bodychecks ist es möglich, den Gegner den Regeln entsprechend seitlich zu verdrängen oder aus dem Weg zu schaffen, um den Puck zu erobern.
Das weltweit geltende Regelwerk wird regelmäßig im Regelbuch der Internationalen Eishockey-Föderation (IIHF) herausgegeben. Das Regelbuch ist in zwölf Abschnitte unterteilt, welche die Themen Spielbetriebliche Vorschriften, Spielfeld, Teams und Spieler, Spielerausrüstung, Spielregeln/Allgemein, Spielregeln/Spielunterbrüche, Spielregeln/Spielerwechsel, Spielregeln/Tore, Spielregeln/Dauer und Situationen, Strafenbeschreibungen, Strafschüsse und zugesprochene Tore sowie Spezielle Regeln für Torhüter beschreiben.
Die NHL gibt ein eigenes Regelbuch heraus, dessen Inhalte zum Teil von den Vorschriften der IIHF abweichen.

### Spielfeld

Eishockey-Spielfeld

Das Spielfeld gemäß IIHF ist eine rechteckige Eisfläche von 60 m Länge und 30 m Breite mit abgerundeten Ecken. Es ist von einer ca. 1,20 m hohen Holz- oder Hartplastikbande umgeben, über der aus Sicherheitsgründen – insbesondere gegen fliegende Pucks – Schutzglasscheiben oder Fangnetze angebracht sind, und reicht um die Eishockeytore herum. Gegliedert wird es durch fünf Querlinien:
- Die rote Mittellinie halbiert das Spielfeld; mittig auf ihr befindet sich der Anspielpunkt (Bullypunkt)
- Zwei Blaue Linien teilen es in drei gleich große Zonen: die Angriffs-, die Neutrale und die Abwehrzone
- Zwei rote Torlinien

Die Tore haben eine Höhe von 1,22 m und eine Breite von 1,83 m: Pfosten und Latte sind rot gefärbt. Vor dem Tor ist ein halbkreisförmiger Torraum markiert. Insgesamt gibt es neun Anspiel- oder Bullypunkte: neben dem in der Mitte des Feldes jeweils zwei in den Verteidigungszonen. Gegenüber den Boxen der Spielerbänke gibt es weitere für Zeitnehmung und Strafbänke.
In der nordamerikanischen NHL weicht das Spielfeld von den internationalen Vorgaben ab. Es ist mit 200 Fuß zwar fast gleich lang (60,96 m), aber nur 85 Fuß (25,91 m) breit und verfügt über eine andere Verteilung der Spielfeldzonen. Dadurch wird das Spiel in der Regel schneller und aggressiver.
Die Deutsche Eishockey Liga (DEL) schreibt als maximale Abmessungen 61 m Länge und 30 m Breite und als minimale Abmessungen 56 m Länge und 26 m Breite vor. Die Ecken müssen abgerundet sein, mit einem Radius von 7 m bis 8,5 m. Insofern wäre auch ein Spielfeld mit etwa NHL-Maßen in der DEL zulässig. Jedoch orientieren sich bisher alle DEL-Clubs und Betreiber am internationalen Maß, um auch Länderspiele austragen zu können (2020 erfolgte der Umbau der Arena in Villingen-Schwenningen auf NHL-Maße).
Anmerkung: Shorttrack, die 111,12-m-Kurzbahnvariante des Eisschnelllaufs, wird ebenfalls auf einem Eishockeyfeld ausgetragen.

### Mannschaft, Spieler und Ausrüstung

Spieler auf der Eisfläche (Regel 400)

Eine Mannschaft besteht für gewöhnlich aus bis zu 22 Spielern. Während eines Spiels dürfen sich höchstens sechs Spieler gleichzeitig auf dem Eis befinden. In der Regel bestehen diese aus fünf Feldspielern und einem Torwart, in besonderen Situationen wird der Torwart aber auch durch einen weiteren Feldspieler ersetzt.
In der Regel wird in Linien, Reihen oder Blöcken gespielt, das bedeutet, dass Stürmer und Verteidiger möglichst immer mit den gleichen Partnern spielen. Eine Mannschaft sollte drei bis vier Verteidigungsreihen (4-mal 2 Spieler = 8 Spieler) und vier Sturmreihen (4-mal 3 Spieler = 12 Spieler) besitzen. Mit zwei Torhütern erreicht man dann die Anzahl von 22 Spielern pro Team.
Ein Team kann einen Mannschaftskapitän und mindestens einen Assistenzkapitän bestimmen. Zur Erkennung tragen sie auf dem Trikot ein „C“ (Captain) oder „A“ (Alternate-Captain).
Das Auswechseln von Feldspielern ist nicht nur während Spielunterbrechungen möglich, sondern kann auch „fliegend“, also während des laufenden Spiels, erfolgen.
Um Verletzungen vorzubeugen, ist eine spezielle Schutzausrüstung vorgeschrieben. Da die Torhüter durch die auf das Tor abgefeuerten Schüsse einer erhöhten Gefahr ausgesetzt sind, haben sie eine noch umfassendere Schutzausrüstung.

### Schiedsrichter

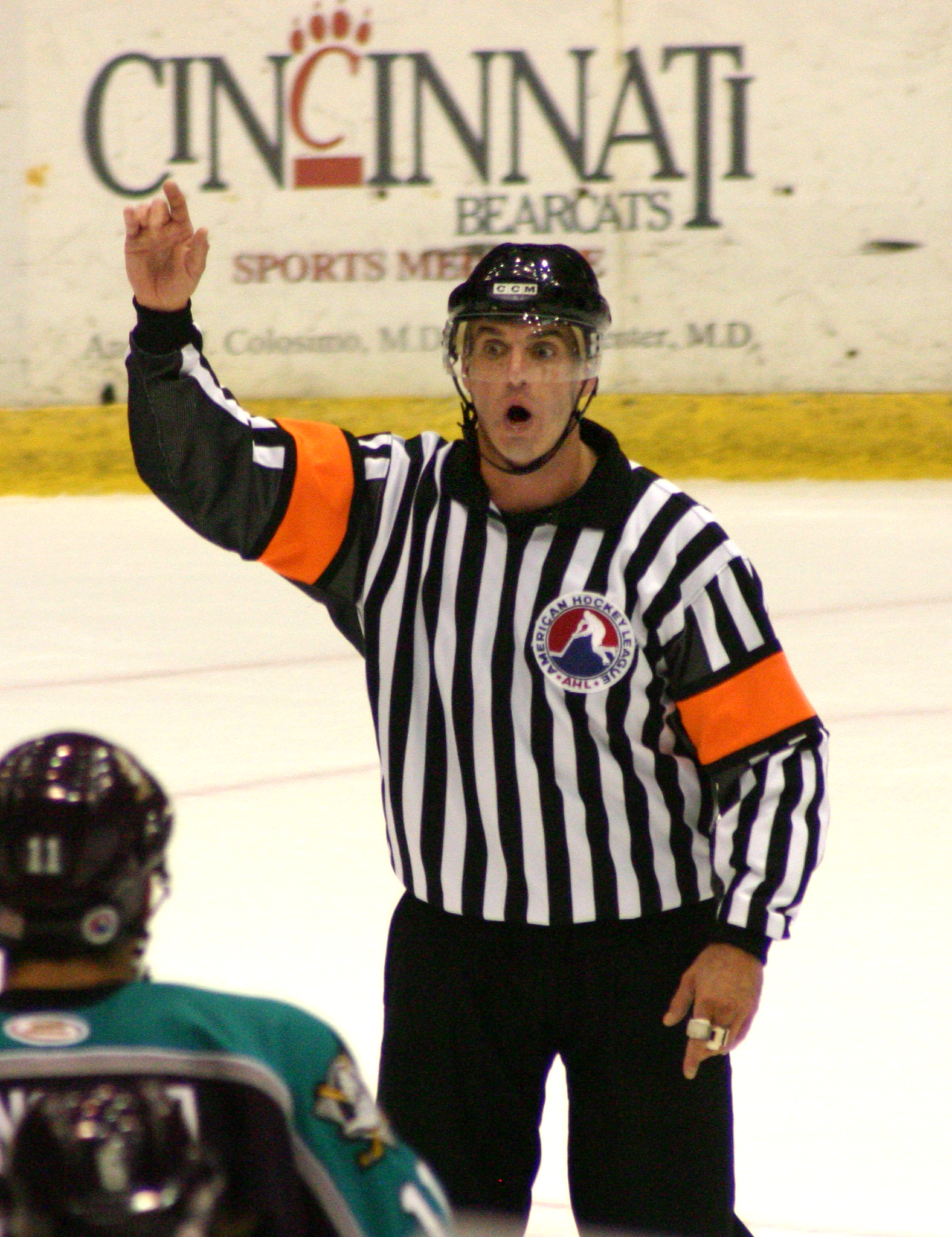
Schiedsrichter in der AHL

Die Schiedsrichter zählen zu den Offiziellen. Diese sind unterteilt in On-Ice-Offizielle und Off-Ice-Offizielle. Die On-Ice-Offiziellen bestehen aus zwei Hauptschiedsrichtern (Referees) und zwei Linienrichtern (Linesperson). In unteren Spielklassen gibt es auch Systeme mit einem Schiedsrichter und zwei Linienrichtern oder mit nur zwei Schiedsrichtern. Der Schiedsrichter hat die allgemeine Aufsicht über das Spiel sowie die Kontrolle über Spieler und Offizielle. Die Linienrichter haben die Kontrolle über Linienverstöße (Abseits und Icing) und übernehmen die Bullys. Der oder die Hauptschiedsrichter übernimmt bzw. übernehmen das Bully nur zu Drittelbeginn oder nach erzielten Toren. Schieds- und Linienrichter haben beim Eishockey einen erheblich größeren Einfluss als beispielsweise beim Fußball. Sie können durch das Aussprechen von Strafzeiten unmittelbar auf das Spielgeschehen einwirken.
Zu den Off-Ice-Offiziellen zählen neben dem Stadionsprecher und dem Spielzeitnehmer ein Punktrichter, ein Video-Torrichter, zwei Strafbankbetreuer sowie zwei Torrichter. In der DEL wird kein Torrichter mehr eingesetzt; der Stand-by-Schiedsrichter übernimmt die Aufgabe des Video-Torrichters.
Weiter wird zwischen Spiel-Offiziellen und Team-Offiziellen unterschieden. Zu den Spiel-Offiziellen zählen neben den Schieds- und Linienrichtern auch der Video-Torrichter, die Torrichter, die Punkterichter und der Stand-by-Schiedsrichter. Zu den Team-Offiziellen gehört der Trainerstab der Mannschaften, die Betreuer sowie der Ordnerdienst.

### Regeln
Ein Eishockeyspiel dauert 60 Minuten (drei Drittel mit je 20 Minuten effektiver Spielzeit, dazwischen in den meisten Ligen jeweils 15 bis 18 Minuten Pausenzeit). Da bei jeder Spielunterbrechung die Uhr angehalten wird, dauert ein Eishockeyspiel jedoch brutto meist erheblich länger, etwa zwei bis drei Stunden.
Beim Eishockey gibt es formell keine Eigentore, der Treffer wird dem Spieler der angreifenden Mannschaft zugeschrieben, der den Puck zuletzt berührt hat.
Ein Tor gilt nur, wenn der Puck die Torlinie in vollem Durchmesser überquert und der Schiedsrichter den Puck hinter der Torlinie gesehen hat. Kann nicht mit Sicherheit eine Aussage darüber getroffen werden, ob der Puck tatsächlich die Torlinie in vollem Durchmesser überschritten hat, so ist auf „kein Tor“ zu entscheiden. Sofern das Spiel aufgezeichnet wird, darf der Schiedsrichter den Videobeweis zu Hilfe nehmen.
Es ist zulässig, den Puck mit Hilfe des Schlittschuhs fortzubewegen, sofern man dadurch kein Tor erzielt. Wird der Spieler am Schlittschuh getroffen, ohne dass eine aktive Kickbewegung zu sehen ist, und überquert der Puck in Konsequenz die Torlinie, ist auf reguläres Tor zu entscheiden.
Den Puck mit dem hohen Stock (Stock über Schulter oder über der Latte) zu spielen ist unzulässig, erlaubt ist es aber, den Puck mit der Hand zu stoppen oder wegzuschlagen. Außerdem darf man innerhalb des eigenen Verteidigungsdrittels den Puck mit der Hand seinem Mitspieler zupassen. Handpässe in der neutralen Zone und im Angriffsdrittel sind verboten. Das Werfen des Pucks, wenn dieser in der Hand eingeschlossen ist, wird bestraft.
Verliert der Torhüter bei einem Schuss seine Maske, wird das Spiel unterbrochen. Kommt es jedoch nach einem Maskentreffer zu einem direkten Nachschuss, welcher zum Tor führt, bevor der Schiedsrichter das Spiel unterbricht, ist das ein regulärer Treffer.
Steht bei einem Spiel nach regulärer Spielzeit kein Sieger fest, so gibt es eine Verlängerung, genannt Overtime. Endet auch diese unentschieden, wird mit einem „Shootout“ per Penalty-Schießen ein Sieger ermittelt.

### Begriffe
- Bully (Face-Off): Wird das Spiel nach einer Unterbrechung wieder angepfiffen, geschieht dies mit einem Bully (Anstoß) an einem der neun Bullypunkte (je zwei vor den beiden Toren und auf den beiden blauen Linien). Zu Drittelbeginn erfolgt der Anstoß in der Spielfeldmitte.
- Abseits (Offside): Auf Abseits wird erkannt, wenn ein Spieler der angreifenden Mannschaft die blaue Linie zwischen neutraler Zone und Angriffszone vor dem Puck überschreitet und der Puck die blaue Linie vollständig überschritten hat. Als Überschreiten der Linie gilt, wenn sich beide Schlittschuhe über der Linie befinden. Eine Ausnahme ist, wenn der Spieler rückwärts in die Angriffszone fährt und dabei den Puck bereits unter Kontrolle hatte. Befindet sich ein angreifender Spieler noch in der Angriffszone während der Puck sich bereits außerhalb befindet, dann wird ebenfalls nicht auf Abseits entschieden, wenn der Puck durch einen verteidigenden Spieler wieder zurück in die Angriffszone gespielt wird. Andernfalls müssen alle gegnerischen Spieler die Angriffszone verlassen, bevor der Puck erneut in diese gespielt werden darf. Verlassen die angreifenden Spieler die Angriffszone ohne den Puck zu berühren, wird das Spiel nicht unterbrochen.
- Torraumabseits: Darauf wird entschieden, wenn ein Angreifer den Torraum betritt, bevor sich der Puck dort befindet. Erzielt der Spieler in dieser Situation einen Treffer, so ist dieser gültig, wenn er dabei durch einen Gegner in den Torraum gedrängt oder am Verlassen gehindert wurde. Auch wenn der Torschütze den Torwart nicht offensichtlich behindert, während er im Torraum steht, wird das Tor anerkannt.
- Unerlaubter Weitschuss (Icing): Dies ist der Fall, wenn der Puck direkt oder indirekt, das heißt über die Bande, die rote Mittellinie und die gegnerische Torlinie überschreitet. Dann wird bei der „No-Touch-Icing“ Regel abgepfiffen, und es gibt Bully in der gegenüberliegenden Endzone. In der NHL (National Hockey League) hingegen galt bis 2012 die „Touch-Icing“ Regel, nach der nicht sofort abgepfiffen wird, sondern erst, wenn ein Spieler der verteidigenden Mannschaft den Puck berührt. Seit 2013 wird in der NHL die so genannte Hybrid-Icing Regel angewendet. Die Internationale Eishockey-Föderation übernahm diese Regel für das Regelbuch 2014–2018. Somit kommt diese Regel nun bei allen internationalen Turnieren zum Einsatz und wird auch in vielen europäischen Ligen angewendet.
- Powerplay: Wird gegen eine Mannschaft eine Bankstrafe ausgesprochen, so hat die bestrafte Mannschaft für die Zeit der Strafe einen Spieler weniger auf dem Eis. Während der Überzahl versucht dann die numerisch überlegene Mannschaft die bestrafte Mannschaft in ihrer Verteidigungszone einzuschnüren. Powerplay bezeichnet nicht das eigentliche Überzahlspiel, sondern nur den Versuch, sich mit schnellem Pass- und geschicktem Stellungsspiel in der gegnerischen Verteidigungszone festzusetzen.
- Boxplay, auch Penaltykilling: Boxplay ist das Gegenteil vom Powerplay. Es betrifft die Mannschaft, die bei einer Strafe in Unterzahl spielt. Die Mannschaft im Boxplay versucht zu verhindern, dass der numerisch überlegene Gegner ein Tor erzielt.
- Shorthander: Gelingt einer Mannschaft in Unterzahl ein Tor, bezeichnet man dies als Short-Hander oder Shorthanded-Goal.
- Empty Net Goal: Schießt eine Mannschaft ein Tor, wenn die gegnerische Mannschaft ihren Torhüter gegen einen zusätzlichen Spieler ausgetauscht hat, so nennt man dies Empty-Net-Goal.
- Auszeit (Time-Out): Jede Mannschaft kann pro Spiel eine Auszeit von 30 Sekunden nehmen.
- Strafschuss (Penalty Shot): Hierbei darf sich der ausführende Spieler von der Mittellinie aus allein auf den Torhüter zu bewegen und versuchen, ein Tor zu erzielen. Dabei ist darauf zu achten, dass der Puck sich immer in der Vorwärtsbewegung befindet. Nachschüsse nach Abprallern sind nicht erlaubt.
- Direktabnahme (One-timer): Ein Pass, der sofort aufs Tor geschossen wird, ohne ihn vorher anzunehmen.
- Slot: Der Bereich zwischen den zwei Bullypunkten und dem Tor.
- Bauerntrick (wrap-around): Wenn ein Spieler mit dem Puck hinters Tor fährt und beim Herausfahren mit dem Schläger den Puck ganz eng an der Stange ins Tor schiebt, dann nennt man das Bauerntrick. In der Schweiz wird dieser Trick Buebetrickli genannt.

### Strafen
Strafen werden vom Schiedsrichter ausgesprochen. Die häufigsten Gründe dafür sind Behinderung (interference), Beinstellen (tripping), Hoher Stock (high-sticking), Haken (hooking), Spielverzögerung (delaying the game), Stockschlag (slashing), Bandencheck (boarding), Stock-Check (Cross-Check), Check gegen den Kopf (checking to the head), Check von hinten (checking from behind), Ellbogencheck (elbowing), Unsportliches Verhalten (unsportsmanlike conduct), Übertriebene Härte (roughing), Unerlaubter Körperangriff (charging), Halten (Holding), Unkorrekte Ausrüstung (illegal equipment), Unkorrekter Spielerwechsel (too many men), Halten des Stockes (holding the stick), Stockstich (spearing), Kniecheck (kneeing) und Check gegen das Knie (checking to the knee).
Um auf Verletzungen zu reagieren, hat der Weltverband IIHF neue Strafen eingeführt, die helfen sollen, schwere Verletzungen zu vermeiden. Dazu zählen Check gegen den Kopf- und Nackenbereich oder Check von hinten. Beide Fouls ziehen mehr als eine normale 2-Minuten-Strafe nach sich und werden zusätzlich mit einer persönlichen Disziplinarstrafe verhängt (2+10 Minuten).
Um die Zuschauer zu schützen und das Spiel flüssiger zu gestalten, wurde eine neue, bei den Spielern und Mannschaften zuerst umstrittene, Regel eingeführt: Verlässt der Puck in direkter Folge eines Schusses aus der Verteidigungszone des schießenden Spielers das Spielfeld über die Scheibe, wird eine kleine Strafe gegen den verfehlenden Spieler wegen Spielverzögerung ausgesprochen. Schießt man den Puck jedoch auf die Spielerbank, so wird, seit der Regeländerung 2007, keine Strafe mehr ausgesprochen.
Die Höhe der Strafe liegt, innerhalb eines gewissen Rahmens, im Ermessen des Schiedsrichters. Sieht der Schiedsrichter ein Foul, zeigt er das durch Heben des Arms an; das Spiel läuft jedoch so lange weiter, bis die zu bestrafende Mannschaft in Puck-Besitz gelangt. In dieser Zeit kann der Torhüter der nicht bestraften Mannschaft das Tor verlassen, um einen weiteren Mann auf das Spielfeld zu schicken. Erzielt die gefoulte Mannschaft in dieser Phase ein Tor, ist die Strafe hinfällig.
Mögliche Strafen und Strafzeiten:
- kleine Strafe (2 Minuten) / kleine Bankstrafe (2 Minuten gegen die Mannschaft)
- doppelte kleine Strafe (2 + 2 Minuten)
- kleine Strafe + Disziplinarstrafe (2 + 10 Minuten)
- große Strafe (5 Minuten)
- große Strafe (5 Minuten + Spieldauer-Disziplinarstrafe)
- Disziplinarstrafe (10 Minuten)
- Matchstrafe (5 Minuten + Matchstrafe + mindestens ein Spiel Sperre)
- Strafschuss (Penalty Shot)

Eine Spieldauer-Disziplinarstrafe oder Matchstrafe hat den sofortigen Ausschluss des Spielers für den Rest des Spiels zur Folge. Im Spielbericht werden aber nur 20 Minuten (Spieldauer-Disziplinarstrafe), respektive 25 Minuten (Matchstrafe) eingetragen.
Die zweite Spieldauer-Disziplinarstrafe im gleichen Spiel oder innerhalb des gleichen Wettbewerbs zieht eine automatische Sperre von einem Spiel nach sich. Die zuständige Disziplinarstelle kann den Spieler zudem für weitere Spiele sperren. Eine Matchstrafe bedeutet, dass der Spieler automatisch „bis auf Weiteres“ gesperrt ist, das heißt für mindestens ein weiteres Spiel. Der Fall wird von der zuständigen Disziplinarstelle beurteilt.
Gelingt der in Überzahl spielenden Mannschaft ein Tor, darf der Spieler, sofern er eine kleine Strafe verbüßt, sofort wieder auf das Eis. Auf große Strafen oder Disziplinarstrafen hat ein Tor keinen Einfluss. Sitzen zwei Spieler auf der Strafbank, darf derjenige, dessen Strafe die geringere Restzeit aufweist, wieder auf das Eis. Eine Ausnahme besteht hier seit der Saison 2006/07 in der DEL. Bekommt jeweils ein Spieler beider Mannschaften gleichzeitig eine 2-Minuten-Strafe, egalisieren sich die Strafen. Bekommt nun ein weiterer Spieler einer Mannschaft später innerhalb dieser zwei Minuten eine Strafe, wird die später aufgestellte Strafe aufgehoben, sobald ein Tor fällt.
Die Zeitstrafen werden auf der Strafbank abgesessen. Der Torhüter wird bei kleinen Strafen oder der ersten Disziplinarstrafe durch einen Feldspieler vertreten, der zur Zeit des Vergehens auf dem Eis war. Größere Strafen können je nach Liga oder Wettbewerb Spielsperren nach sich ziehen.
Wird gegen beide Mannschaften gleichzeitig eine gleiche Anzahl von Strafen ausgesprochen, so müssen die betreffenden Spieler zwar die Strafe auf der Strafbank absitzen, die beiden Mannschaften bleiben aber im Feld in der gleichen Spielstärke wie vor den Vergehen (Mit der Ausnahme von je einer kleinen Strafe gegen beide Teams bei Vollbestand (5 gegen 5). In diesem Fall wird 4 gegen 4 gespielt und beide Strafen laufen auf der Uhr). Eine Mannschaft kann durch Strafen nie auf weniger als drei Feldspieler reduziert werden. Im Falle der dritten Strafe, die zu einem Mann weniger auf dem Eis führen würde, muss der betreffende Spieler zwar auf die Strafbank, er wird aber durch einen Mannschaftskollegen auf dem Eis ersetzt und die Strafzeit beginnt erst zu laufen, nachdem eine Strafzeit eines vorher bestraften Spielers abgelaufen ist (aufgeschobene Strafe). In den Altersklassen der Kleinst- wie der Kleinschüler, auch Bambini und Kleinschüler genannt, wird in Deutschland von diesen Regeln teilweise abgewichen.
Wird ein Spieler, während sich der Torhüter der verteidigenden Mannschaft nicht auf dem Spielfeld befindet, in einer Art und Weise gefoult, die sonst zu einem Strafschuss (Penalty) führen würde, so wird dem gefoulten Spieler ein technisches Tor zugeschrieben.

## Taktik
Das taktische Denken im Eishockey begann erst in den 1950er Jahren. Vordenker auf diesem Gebiet waren die Osteuropäer und Sowjets, die langsam ein Spielsystem etablierten. In der Zeit des Kalten Krieges konnte man strikt zwischen sowjetischem Eishockey, das von Kurzpassspiel bis zur Torchance geprägt war, und einer kanadisch-nordamerikanischen Spielweise mit mehr Körpereinsatz trennen. So strikt sind die Unterschiede heute nicht mehr zu erkennen. Vor der Entwicklung einer Taktik gab es noch keine richtige Trennung der Positionen. Jeder konnte so spielen, wie er wollte. Mit guter Taktik gelang es technisch schwächeren Mannschaften schon oft, gegen talentiertere Teams zu gewinnen.
So gibt es diverse Möglichkeiten, einen Angriff aufzuziehen. Eine beliebte Variante, vor allem in Nordamerika, ist das Dump’n’Chase-Spiel, bei dem der Spielzug mit einem weiten Pass an die Hintertorbande eröffnet wird. Technisch versierte Spieler können durch einen Lauf durch die neutrale Zone zur Torchance gelangen. Daneben gibt es noch verschiedene Passwege, über die der Center einen Außenstürmer erreichen kann. Des Weiteren ist der Konter oder das Break eine beliebte Alternative.
Im Abwehrverhalten unterscheidet man fünf Varianten:
- Forechecking (die abwehrende Mannschaft versucht schon in der Angriffszone, wieder an den Puck zu kommen)
- Backchecking (der Puck soll nicht in die eigene Abwehrzone gelangen)
- Manndeckung
- Raumdeckung (vor allem bei Unterzahl angewandt, um so wenig wie möglich laufen zu müssen)
- Zonenpressing (sowohl der scheibenführende Spieler als auch der Spieler, der den Puck wohl als Nächstes bekommen soll, werden gedeckt).

Auch dieses Verhalten ist nicht starr, und man kann diese Abwehrtechniken miteinander kombinieren.

## Verbreitung
Eishockey ist vor allem dort sehr verbreitet, wo auch vor Erfindung der Kältemaschine – und der damit verbundenen Möglichkeit, Kunsteisbahnen zu schaffen – genügend Eisflächen für eine regelmäßige Ausübung dieser Sportart vorhanden waren und sind. Ein Betrieb solcher Kunsteisbahnen ist meistens sehr teuer. Allerdings werden mittlerweile kostengünstigere Alternativen aus synthetischem Eis angeboten, die einer herkömmlichen Eisbahn sehr nahekommen. Somit findet der Eissport nun auch in wärmeren Regionen wie Südafrika eine größere Verbreitung.
Weit verbreitet ist Eishockey vor allem in Kanada, Russland (der ehemaligen Sowjetunion) und den USA, Tschechien und der Slowakei sowie den nordischen Ländern (vor allem Schweden und Finnland), teilweise auch in Deutschland. Einen sehr hohen Stellenwert hat Eishockey auch in der Schweiz, Lettland und in Österreich und gehört dort zu den beliebtesten Sportarten. Die Gesamtsumme der Eishockey-Zuschauer in einer Saison liegt in diesen Ländern weit über derjenigen der Fußball-Zuschauer. Ein traditionsreiches internationales Highlight für Clubmannschaften stellt auch der seit 1923 ausgetragene Spengler Cup dar, der in Davos, im Kanton Graubünden, stattfindet und eine wesentlich längere Geschichte als der Europapokal und dessen Folgewettbewerbe aufweisen kann.
- Für amtierende Meister siehe Liste nationaler Eishockeymeister 2011

### Europa

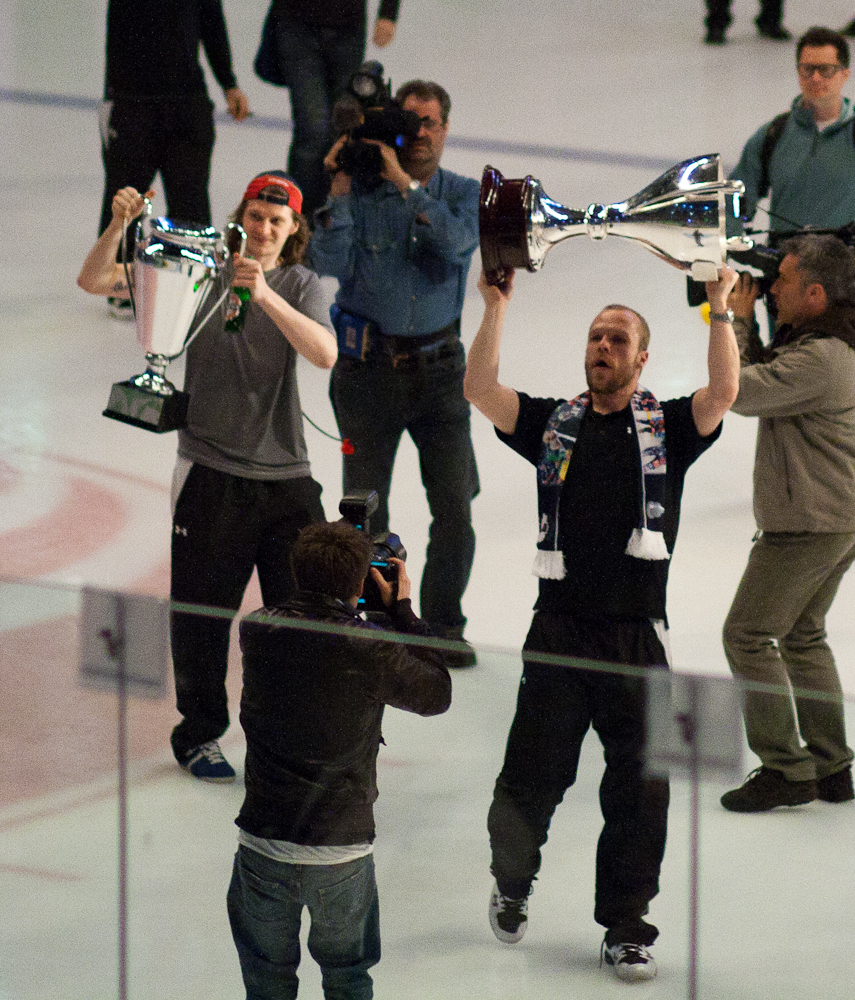
Stefan Ustorf und Alexander Weiß von den Eisbären Berlin präsentieren den Pokal der European Trophy

Die Regeln des Eishockey erwiesen sich anderen Spielen auf dem Eis, wie sie seit Jahrhunderten betrieben wurden als besser, so dass Eishockey sich Ende des 19. Jahrhunderts in kurzer Zeit in großen Teilen Europas großer Beliebtheit erfreute, vornehmlich jedoch vorerst in jenen Regionen, wo die Winter länger waren.
Die Meisterschaft wird heute in fast allen Ligen durch eine Play-off-Runde ermittelt, für das sich die besten Mannschaften des Grunddurchganges qualifizieren. In der ersten Runde trifft die nach dem Grunddurchgang am besten platzierte Mannschaft gegen die am schlechtesten platzierte, die zweitbeste auf die zweitschlechteste usw. – die Gewinner spielen in der nächsten Runde weiter, bis die zwei verbliebenen Mannschaften das Finale austragen. Die Begegnungen werden in der Regel als Serie von Spielen ausgetragen, wobei die Teilnahme an der nächsten Runde durch den Best-of-Modus geregelt ist.
Die wirtschaftliche Bedeutung des Eishockeys ist in Europa zwar noch nicht so groß wie in Nordamerika, das Marketing erlangte jedoch in den letzten Jahren auch in den Top-Ligen Europas eine immer größere Bedeutung. In den 1960er und 1970er Jahren brauchte man eine gute Jugendarbeit, um erfolgreich zu sein, heute ist eine professionelle Struktur nötig. So betrieben die Hamburg Freezers zum Beispiel bis 2005 keine Nachwuchsarbeit, weil sie mit der Anschutz-Gruppe einen finanzkräftigen Investor hatten, der seine Mannschaften in Europa nach dem nordamerikanischen Franchise-System betreibt.

#### Deutschland
In Deutschland war zunächst Berlin Ursprungsort des Eishockeys, gefolgt von weiteren Großstädten wie Dresden, Leipzig, Hannover, Nürnberg, München und Hamburg, aber auch kleineren Orten mit Eisbahnen, wie z. B. der Harzort Schierke, in denen schon vor dem Ersten Weltkrieg Eishockey gespielt wurde. Nach dem Ersten Weltkrieg folgten vor allem die süddeutschen Gebiete in Bayern und Teilen Baden-Württembergs als „Hochburgen“ der neuen Sportart. Nach den beiden Weltkriegen erlebte der Sport einen erneuten Aufschwung, auch bedingt durch die Gründung der eingleisigen Eishockey-Oberliga als höchste deutsche Spielklasse im Jahr 1948, die schließlich 1958 durch die Eishockey-Bundesliga abgelöst wurde. Gab es in den Anfangsjahren eine deutliche Dominanz der bayerischen Vereine, gewannen in späteren Jahren auch Clubs aus Nordrhein-Westfalen an Bedeutung. Heute gilt Eishockey in weiten Teilen des Landes als eine der wichtigsten Mannschaftssportarten.
Die höchste Spielklasse in Deutschland ist seit 1994 die Deutsche Eishockey Liga (DEL), die den Beinamen „1. Bundesliga“ trägt. Im Gegensatz zu anderen Sportarten gibt es in der Deutschen Eishockey Liga kein Unentschieden, um rein taktische Spiele zu vermeiden. Bis zur Saison 2005/06 wurde ein Vorrundenspiel, bei welchem es nach regulärer Spielzeit unentschieden stand, mit einem Penalty-Schießen entschieden. Zwischen der Spielzeit 2006/07 und Spielzeit 2016/17 wurden zunächst fünf Minuten 4 gegen 4 gespielt. Seit der Spielzeit 2016/17 wird die Verlängerung mit 3 gegen 3 gespielt. In den Play-offs wird eine Verlängerung mit der kompletten Spieleranzahl gespielt, die sofort endet, wenn eine der beiden Mannschaften ein Tor erzielt. Es gibt kein Penaltyschießen, sondern immer wieder Verlängerungen von jeweils 20 Minuten, bis eine Mannschaft ein Tor erzielt. Bei einem Sieg innerhalb der regulären Spielzeit erhält der Gewinner drei Punkte, der Verlierer null, bei einem Sieg durch Verlängerung oder Penalty-Schießen wird der Sieger mit zwei Punkten, der Verlierer mit einem Punkt belohnt.

#### Österreich
In der Zeit der österreichisch-ungarischen Monarchie entwickelte sich der Eishockeysport vor allem in Wien, nach dem Ersten Weltkrieg und dem Zerfall der Monarchie gewann das österreichische Eishockey durch internationale Erfolge an Bedeutung. Nach dem Anschluss an das Deutsche Reich wurde der nationale Verband aufgelöst, im Zweiten Weltkrieg kam der Spielbetrieb schließlich zum Erliegen. Erst 1945 wurde der Verband neu gegründet, 1947 konnte die Nationalmannschaft erneut die Bronzemedaille bei einer Weltmeisterschaft erobern.
Die höchste Spielklasse des österreichischen Eishockeys existiert in ihrer aktuellen Form seit der Saison 1965/66. Der österreichische Meister wird jedoch mit Unterbrechungen seit dem Jahr 1923 ausgespielt. Rekordmeister und gleichzeitig der älteste Verein im aktuellen Teilnehmerfeld ist der EC KAC aus Klagenfurt mit 32 Meistertiteln. Die heute den Namen ICE Hockey League tragende Spielklasse hat sich im Lauf der letzten Jahre hin zu einer internationalen Liga entwickelt, wobei fünf von dreizehn teilnehmenden Mannschaften aus dem benachbarten Ausland stammen. Die Regeln sind nahezu identisch zu denen im restlichen Mitteleuropa, wobei der Gewinner bei einem Sieg innerhalb der regulären Spielzeit drei Punkte erhält, bei einem Unentschieden erhalten beide Mannschaften einen Punkt, der Sieger nach Verlängerung oder Penaltyschießen einen Zusatzpunkt.

#### Schweiz
In der Schweiz verlief die Entwicklung des Eishockeys in Analogie zu den Nachbarländern, der nationale Verband wurde im Jahr 1908 gegründet. Die National League (früher Nationalliga A) ist heute die höchste Eishockey-Liga in der Schweiz. Gespielt wird die Meisterschaft in einer ersten Phase (Qualifikation) als Rundenturnier. Danach ermitteln die besten acht Mannschaften den Schweizer Meister im Play-off-Stil, wobei der 1. Platzierte gegen den 8. Platzierten spielt, der 2. Platzierte gegen den 7. Platzierten usw. Der Name „National League“ wurde in der Saison 2007/08 zusammen mit vielen zusätzlichen Neuerungen eingeführt. Zu den Änderungen gehören unter anderem ein neuer Pokal und die Erweiterung der Qualifikation auf 50 Runden: Jedes Team spielt viermal gegen jedes andere Team plus zusätzliche sechs Gruppenspiele. Dazu werden die zwölf Clubs in drei Vierergruppen eingeteilt, deren Zusammensetzung aufgrund der geografischen Lage erfolgt. In jeder Vierergruppe gibt es eine Hin- und Rückrunde, wobei diese Ergebnisse in die Gesamtrangliste der Qualifikation, die also 50 Spiele zählt, übernommen werden.

#### Nordische Länder

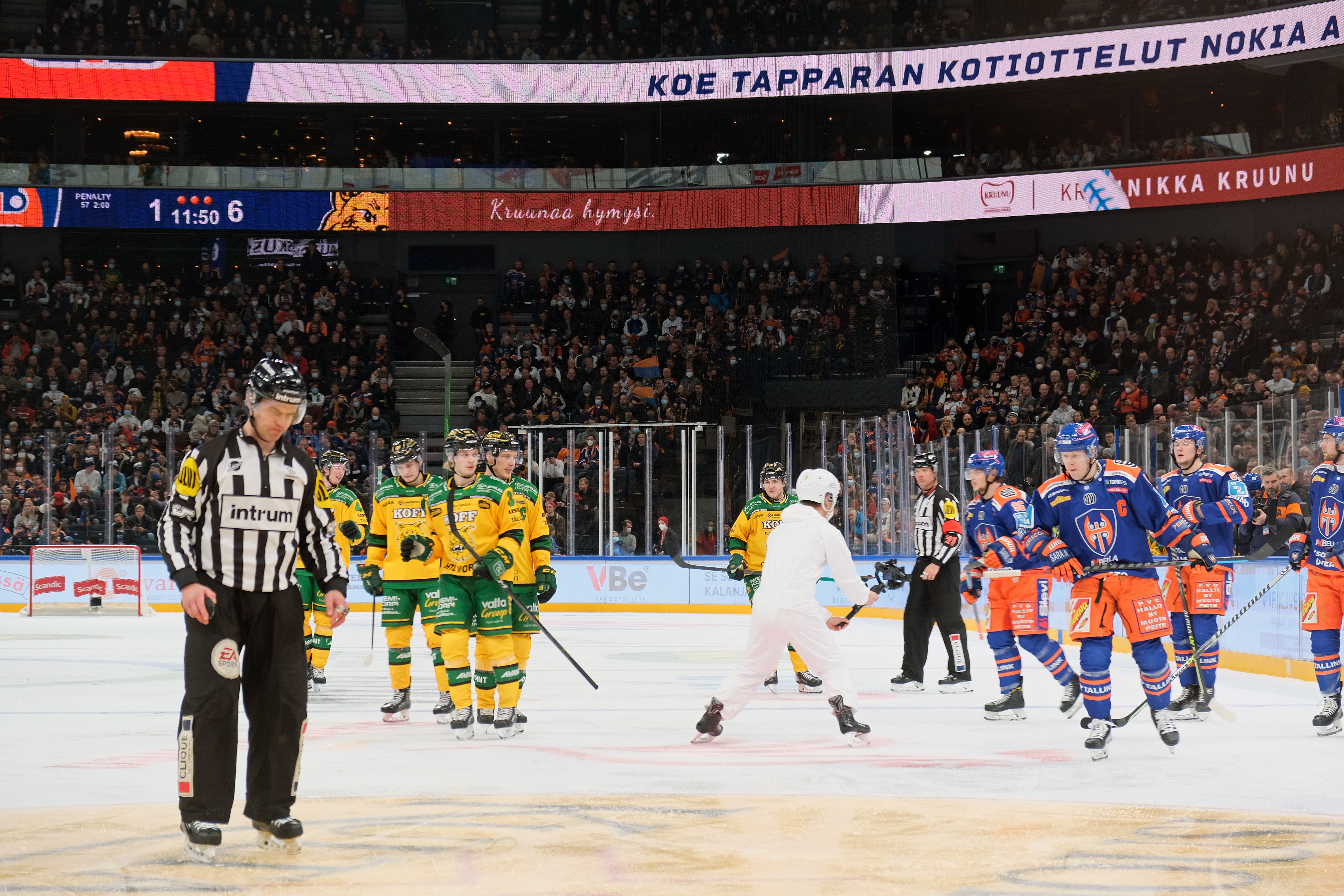
Spiel zwischen Ilves und Tappara in der Nokia-areena in Tampere, Finnland.

Mit der Verbreitung des Eishockeys in Europa fanden besonders Finnland und Schweden in diesem Spiel eine neue Nationalsportart, da unter anderem die Bedingungen in diesen Ländern für das damals noch unter freiem Himmel ausgetragenen Eishockey optimal waren. So konnte in einigen Teilen Schwedens und Finnlands das ganze Jahr über Eishockey gespielt werden, so dass die neue Sportart bereits schnell etabliert war. Vor allem die Nationalmannschaften dieser beiden skandinavischen Staaten entwickelten sich in kurzer Zeit zu internationalen Größen, die beiden höchsten Spielklassen Svenska Hockeyligan und SM-liiga gelten heute als zwei der bedeutendsten Spielklassen der Welt.
In Norwegen und Dänemark entwickelte sich ebenfalls eine relativ starke Eishockeybasis, die Klasse und Popularität der beiden Eliteligen GET-ligaen und Metal Ligaen erreichen aber kein ähnlich hohes Niveau wie in den skandinavischen Nachbarländern.

#### Russland
Als mögliches Ursprungsland des Eishockeys gilt, neben der am weitesten verbreiteten Theorie von dessen Entwicklung in Kanada, auch Russland. Allerdings kam es in der damaligen Sowjetunion erst in den 1940er Jahren zu einer wirklichen Entwicklung und Verbreitung des Eishockeys. 1947 wurde die erste Meisterschaft der UdSSR ausgetragen, 1952 trat die Sowjetunion der Internationalen Eishockey-Föderation (IIHF) bei. Wurde in der Sowjetunion bis in die 1950er Jahre auf dem Eis vor allem Bandy gespielt, entwickelte sich das sowjetische Eishockey fortan mit einem enormen Tempo.
In der Zeit des Kalten Krieges entwickelte sich eine starke russische Eishockeydominanz mit internationalen Erfolgen in Serie, was auch der unklaren Profi-Situation der russischen Spieler im Gegensatz zu den nordamerikanischen Amateuren bei internationalen Turnieren geschuldet war. Aufeinandertreffen von Ost- und Westmannschaften wie das Miracle on Ice stellten eine sportliche Variante des politischen Konflikts zwischen den beiden Lagern dar. Die nationale sowjetische Liga galt lange als eine der stärksten Spielklassen der Welt, nach dem Zusammenbruch der UdSSR gingen ein Großteil der besten Spieler jedoch in die National Hockey League, um in den NHL-Mannschaften der USA und Kanadas zu spielen.
Die höchste Spielklasse in Russland ist heute die Kontinentale Hockey-Liga, welche 2008 die Superliga ablöste und sich durch ihre Öffnung für Teams aus ganz Europa und Nordasien (es nehmen Mannschaften aus verschiedenen ehemaligen SU-Staaten, aber auch aus Tschechien, Kroatien und der Slowakei am Spielbetrieb teil) zum Gegenpol zur nordamerikanischen NHL entwickeln soll.

#### Mittel- und Osteuropa
Auf dem Gebiet der ehemaligen Tschechoslowakei entwickelte sich der Eishockeysport ab etwa 1920 sehr stark und viele Mannschaften des sogenannten Kanadischen Hockeys wurden in dieser Zeit gegründet. Seit 1929 wird in Poprad der Tatra Cup ausgetragen, der damit das zweitälteste europäische Eishockeyturnier darstellt. Zu wichtigen Zentren des Eishockeys in der Tschechoslowakei entwickelten sich neben der Hauptstadt Prag vor allem Großstädte wie Bratislava, Budweis oder Pilsen sowie die Ballungsräume entlang der Hohen Tatra, was auch Einfluss auf die Entwicklung des Sports im Nachbarland Polen hatte, wo bis heute die Mehrheit der professionellen Eishockeyteams in den Ballungsräumen südpolnischer Großstädte wie Kattowitz, Krakau, Tichau oder Oppeln sowie entlang der Beskiden anzutreffen sind.
Nach dem Zweiten Weltkrieg gewann Eishockey in der Tschechoslowakei zusätzlich an Popularität und wurde zur Sportart Nummer eins im Land. Das tschechoslowakische Nationalteam wurde mehrfach Weltmeister und gehörte zu den dominierenden Nationalteams der 1960er und 1970er Jahre, während der Armeeklub Dukla Jihlava fünfmal den Spengler Cup gewann und insgesamt achtmal das Finale des Europapokals erreichte. Nach der Auflösung der Tschechoslowakei 1992 entstanden in Tschechien und der Slowakei separate Verbände mit eigenen höchsten Spielklassen (siehe Extraliga (Tschechien) und Extraliga (Slowakei)). Während das tschechische Nationalteam das Startrecht der Tschechoslowakei übernahm und Ende der 1990er Jahre mehrfach die Weltmeisterschaft gewann, musste sich das slowakische Nationalteam erst aus der dritten Division an die Weltspitze zurückkämpfen, um 2002 selbst Weltmeister zu werden.
Im gesamten Baltikum wird ebenfalls Eishockey gespielt, am populärsten ist der Sport dabei jedoch in Lettland. In den übrigen Ländern Mittel- und Osteuropas besitzt der Eishockeysport innerhalb der Mannschaftssportarten einen ähnlich hohen Stellenwert, ohne dass die jeweiligen Spielklassen in Polen (Ekstraliga), Belarus (Extraliga), Bulgarien (A-Gruppe), Rumänien (Nationale Eishockeyliga), Serbien (Serbische Eishockeyliga), Slowenien (Prva Liga) oder Ungarn (OB I. Bajnokság) die Qualität und Zuschauerzahlen der Ligen in Tschechien oder der Slowakei erreichen.

#### Übriges Europa
Auch in den übrigen Ländern Europas wird inzwischen nahezu flächendeckend Eishockey gespielt, wenn auch auf unterschiedlichen Niveau. Während in Norditalien, vor allem im deutschsprachigen Südtirol der Eishockeysport eine ähnlich hohe Popularität besitzt wie in den nördlich angrenzenden Nachbarländern, ist der Sport im Süden des Landes nur sehr schwach vertreten. Die nationale Liga Serie A wurde bereits 1924 gegründet und gehört damit zu den ältesten Eishockeyspielklassen Europas. In Frankreich gehört Eishockey eher zu den Randsportarten, wobei wichtige Pokalspiele wie das in Paris stattfindende Endspiel um die Coupe de France von teilweise mehr als 12.000 Zuschauern besucht werden.
Im Vereinigten Königreich und Irland wird ebenfalls Eishockey gespielt, allerdings lediglich als Randsportart, was sich vor allem in Zuschauerzahlen und Qualität bei internationalen Vergleichen abzeichnet, wobei es im Vereinigten Königreich teilweise parallel mehrere Profiligen gab und gibt. Die höchsten Spielklassen sind die Elite Ice Hockey League in Großbritannien und die Irish Ice Hockey League in Irland.
Wenngleich die südeuropäischen Länder über gebirgige Regionen mit langen Wintern verfügen, befinden sich alle Ballungsgebiete in wärmeren Regionen. Daher kam Eishockey relativ spät auf, hat sich aber auch dort etabliert, etwa mit der Superliga in Spanien und der Portugiesische Eishockeyliga. Nach Griechenland kam Eishockey über die nordamerikanische Diaspora, es gibt die Griechische Eishockeyliga, im Nordwesten des Landes wird im Winter in den Bergen Eishockey auf Natureis gespielt, bekannt hierfür ist der See Drakolimni („Dragonlake“).

### Nordamerika
Im kanadischen und amerikanischen Englisch wird Eishockey generell als Hockey bezeichnet. Schwerpunkt des nordamerikanischen Eishockeys ist Kanada, wo der Sport Nationalsportart ist und die nördlichen Gebiete der USA. In den USA steht Hockey wegen seiner nur regionalen Stärke hinter Baseball, American Football und Basketball, zusammen mit diesen Sportarten bildet es aber „die großen Vier des US-Sports“.
Die 1917 gegründete National Hockey League (NHL) gilt als beste Liga der Welt und der Stanley Cup als die begehrteste Eishockey-Trophäe.
Seit den 1940ern wurde auch der sportliche Unterbau der NHL stetig professionalisiert und ausgebaut. So gibt es heute mit der American Hockey League (AHL) eine Elite-Minor League, in der die Top-Farmteams der NHL-Franchises spielen. Darunter ist die ECHL (früher East Coast Hockey League) einzuordnen. Darüber hinaus existierten die Central Hockey League (CHL), West Coast Hockey League (WCHL) und International Hockey League (IHL), welche aber entweder mit der ECHL verschmolzen oder ihren Spielbetrieb einstellten. Des Weiteren gibt es professionell arbeitende Nachwuchsligen in Kanada: die Western Hockey League (WHL), Ontario Hockey League (OHL) und Ligue de hockey junior majeur du Québec (LHJMQ). Die Minor Leagues übernehmen unter anderem die Jugendarbeit für die NHL-Franchises.
In den 1990er Jahren stieg die wirtschaftliche Bedeutung des Eishockeysports in Nordamerika an. Die NHL-Franchises zahlten übertrieben hohe Gehälter, so dass einige noch heute hohe Schulden haben. Das zeigte sich auch in der Verhandlung über ein neues NHL Collective Bargaining Agreement zur Saison 2004/05, die in einem Spielerstreik und Lockout endete, so dass die Spielzeit abgesagt wurde. Nach über einem Jahr Verhandlungen wurde eine Gehaltsobergrenze (Salary Cap) beschlossen, welche die Liga ausgeglichener und spannender machen soll.
Eine Besonderheit im nordamerikanischen Profisport ist der Entry Draft, der auch im Eishockey durchgeführt wird (NHL Entry Draft). Beim Draft sichern sich die NHL-Teams die Rechte an talentierten Juniorenspielern. Ein Kuriosum dabei: Der von vielen als bester Spieler aller Zeiten betrachtete Wayne Gretzky ist einer der wenigen seiner Generation, die nicht gedraftet wurden. Die meisten „Draft picks“ spielen erst in der AHL oder einer Juniorenliga, bis sie von ihrem NHL-Team „befördert“ werden.

### Südamerika
Eishockey ist in Lateinamerika eine absolute Randsportart. Einen geregelten Spielbetrieb gibt es lediglich in Mexiko, dessen Nationalmannschaft derzeit auch an offiziellen Turnieren des internationalen Eishockeyverbandes IIHF teilnimmt. Des Weiteren gibt es Eishockeyverbände in Argentinien, Brasilien, Chile und Ecuador, die sich jedoch meist nur dem Inlinehockey widmen und den Begriff „Eishockey“ nur der Form nach im Namen tragen. Trotzdem gibt es einige Hobbyspieler im Süden von Argentinien und Chile, wo im Winter der südlichen Hemisphäre (ca. Mai bis August) gelegentlich auf zugefrorenen Flüssen oder Seen gespielt werden kann. Das bleibt jedoch die Ausnahme – einerseits, da die zum Eishockey notwendige Ausrüstung relativ teuer (und in Südamerika schwer zu beschaffen) ist, andererseits, weil diese Sportart in den betreffenden Ländern relativ unbekannt ist.
Das erste Profieishockeyspiel auf lateinamerikanischem Boden fand am 23. September 2006 in Puerto Rico statt: Zur Saisoneröffnung der nordamerikanischen Profiliga NHL trafen sich die Teams der Florida Panthers und der New York Rangers im José Miguel Agrelot Coliseum in San Juan.

### Rest der Welt
Auch in anderen Teilen der Welt fand das Eishockey allmählich seine Verbreitung. Die Asia League Ice Hockey gilt als spielstärkste Eishockeyliga außerhalb Nordamerikas und Europas und beheimatet Teams aus Japan, China und Südkorea. In Australien (Australian Ice Hockey League) und Neuseeland (New Zealand Ice Hockey League) sowie in Südafrika wird zum Teil ebenfalls seit vielen Jahrzehnten Eishockey gespielt, wenn auch in Form einer absoluten Randsportart. Nichtsdestoweniger spielten bereits mehrere ehemalige NHL-Profis zeitweise in Australien.
Über den regulären Ligenbetrieb hinaus nehmen einige afrikanische und asiatische Länder am offiziellen Spielbetrieb der IIHF teil. So sind dies in Afrika Algerien und Marokko, sowie in Asien unter anderem die Vereinigten Arabischen Emirate, Kuwait, Macao oder Thailand.

## Internationale Turniere
Für die Eishockeynationalmannschaften existieren verschiedene bedeutende internationale Turniere. Der offiziellen Rangfolge der Internationalen Eishockey-Föderation (International Ice Hockey Federation – IIHF) entsprechend ist hierbei das olympische Eishockeyturnier, welches seit 1924 bei den Winterspielen stattfindet, das bedeutendste Turnier für Nationalmannschaften. Darüber hinaus finden seit 1920 offizielle Weltmeisterschaften der IIHF statt, welche vor allem für die europäischen Teams eine große Bedeutung besitzen.

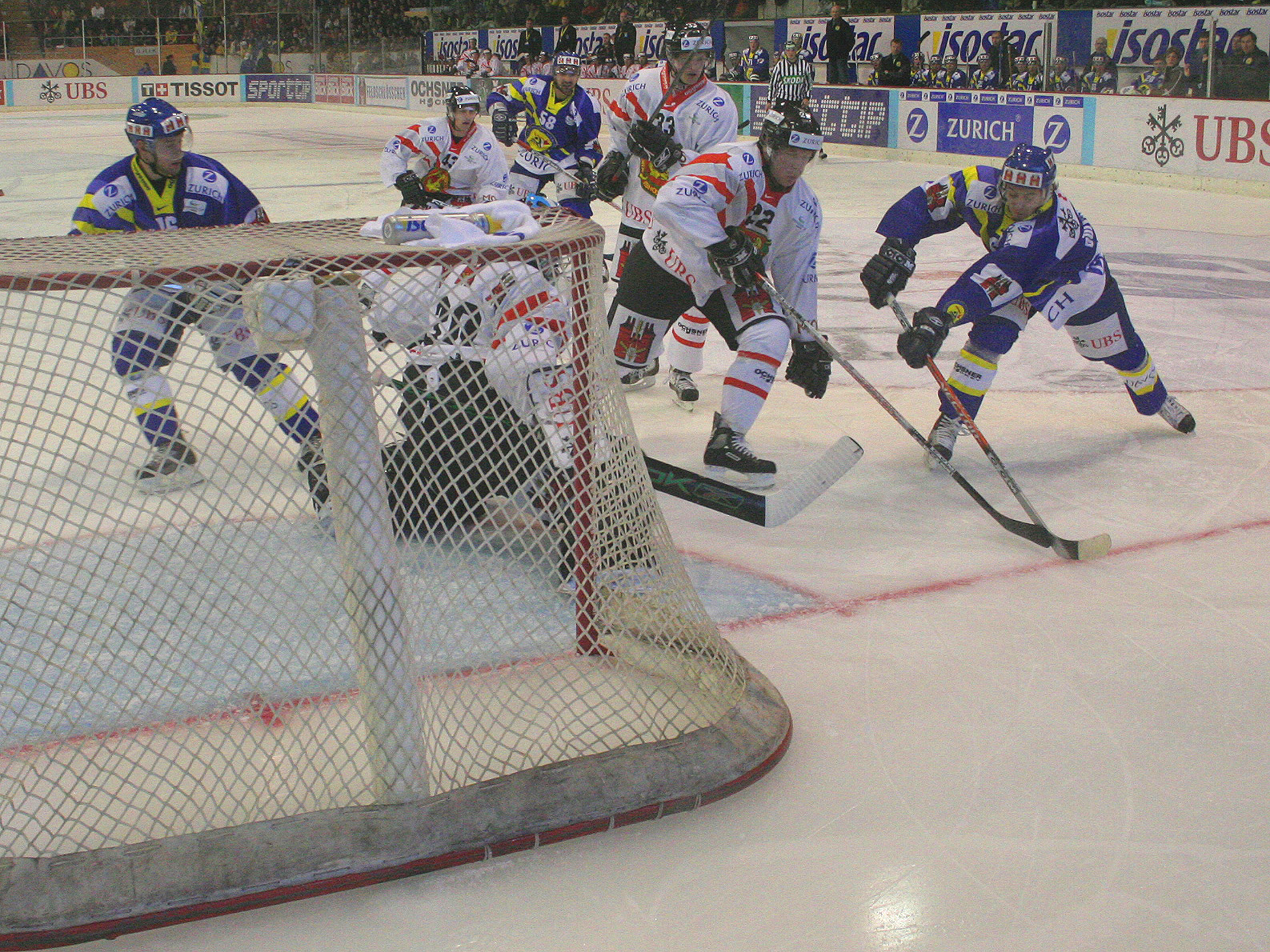
Spielszene vom Spengler Cup 2006 (Mora IK vs. Khimik)

Da die nordamerikanische National Hockey League für die Weltmeisterschaften der Herren ihre Saison normalerweise nicht unterbricht und auch für die Olympischen Spiele bislang nur 1998, 2002, 2006, 2010 und 2014 eine Pause eingelegt hat, ist das Ansehen dieser Turniere in Kanada und den USA relativ gering. Vor allem den Weltmeisterschaften wird dabei vorgehalten, dass bei ihnen nicht die besten Spieler der Welt spielen würden und sie deshalb keinen echten Weltmeister küren könnten. Hinzu kommt, dass bis 1976 nur Amateure an den Weltmeisterschaften teilnehmen durften, so dass beispielsweise Kanada lange Zeit ihren Amateurmeister zur Weltmeisterschaft schickte. Aus diesem Grund wurde der Meister der kanadischen und nordamerikanischen Profiliga lange Zeit als „World Champion“ tituliert.
Neben dem olympischen Eishockeyturnier ist deshalb heute der World Cup of Hockey zum wichtigsten Turnier im Eishockey geworden. Er wird von der NHL in Zusammenarbeit mit der IIHF ausgerichtet und fand bislang 1996, 2004 sowie 2016 statt. Da das Turnier vor Beginn der NHL-Saison stattfindet, können hier die besten Spieler aller Nationen teilnehmen, wodurch die Bedeutung vor allem in Nordamerika deutlich erhöht wird.
Das wohl bekannteste und traditionsreichste Vereinsturnier ist der Spengler Cup, der schon seit 1923 jährlich in Davos in der Schweiz ausgetragen wird. Rekordsieger ist das Team Canada. Der zweitälteste Pokalwettbewerb Europas, der Tatranský pohár, wird seit 1929 im slowakischen Poprad ausgetragen.
Ein weiterer in Europa wichtiger Vereinswettbewerb war der IIHF European Champions Cup. Die Landesmeister der nach IIHF-Weltrangliste sechs besten europäischen Eishockeyverbände trafen dabei zwischen 2005 und 2008 jährlich aufeinander. Der erste Cup fand im Januar 2005 im russischen Sankt Petersburg statt. Sieger wurde der russische Meister HK Awangard Omsk. Der European Champions Cup war Nachfolger der European Hockey League, des wichtigsten Vereins-Wettbewerbs Europas von 1996 bis 2000. Diese war wiederum Nachfolger des Europapokals, der von 1965 bis 1996 über 30 Jahre lang jährlich stattfand. Die Initiierung eines neuen kontinentalen Wettbewerbs, der Champions Hockey League, ist der in der Saison 2008/09 erstmals von der IIHF ausgetragene Europapokal-Wettbewerb für Eishockeyklubs.

## Berühmte Eishockeyspieler

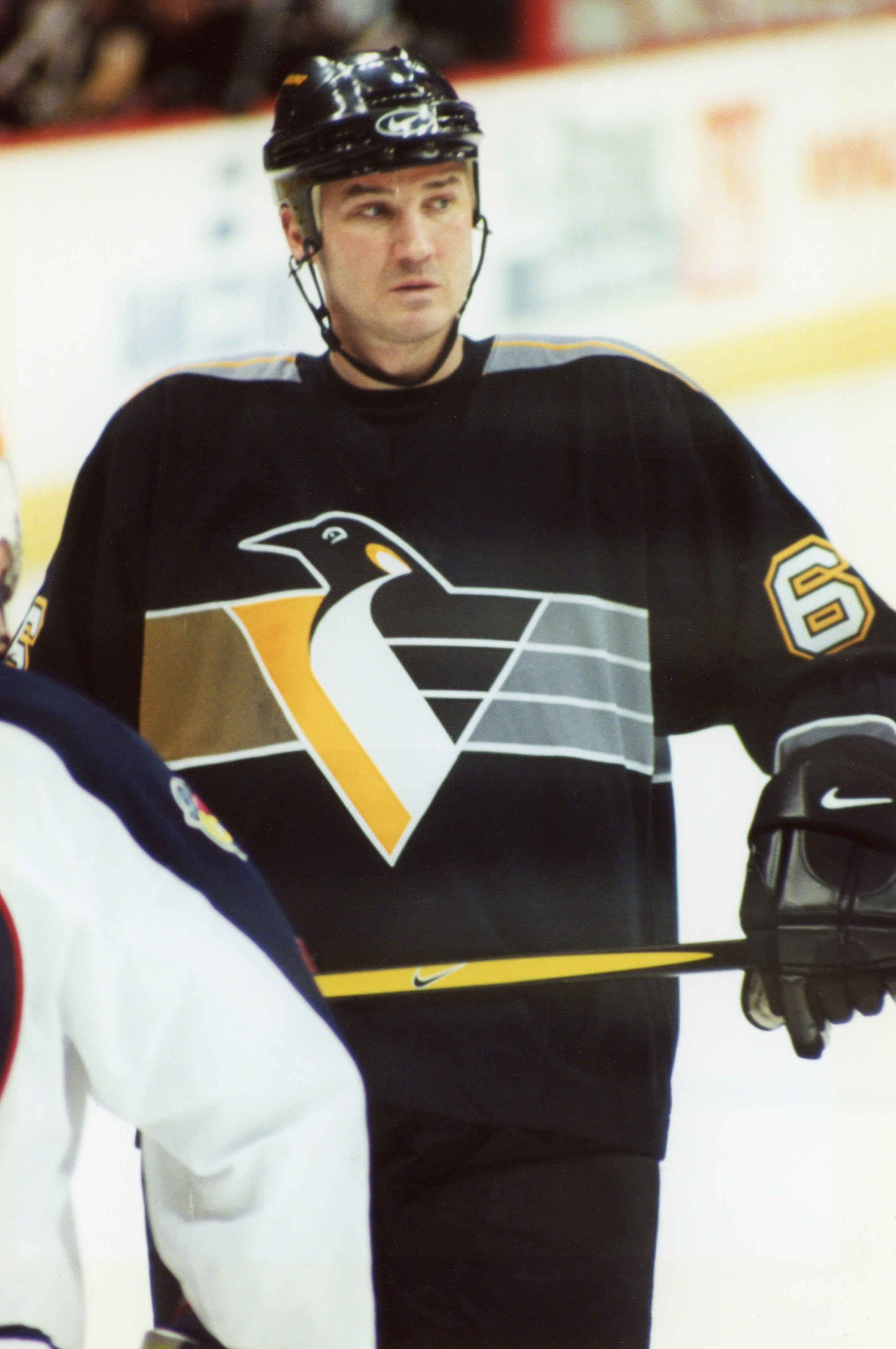
Mario Lemieux

Verschiedene Spieler haben weltweite Bekanntheit erlangt und sind in die internationale oder eine nationale Hockey Hall of Fame aufgenommen worden. Berühmte Spieler der NHL waren Wayne Gretzky (The Great One), Mario Lemieux, Bobby Orr, Gordie Howe, Bobby Hull, sein Sohn Brett Hull, Mark Messier, Patrick Roy, Joe Sakic und Steve Yzerman (alle Kanada); sowie Mike Modano und Chris Chelios (USA), Teemu Selanne und Jari Kurri (Finnland), Nicklas Lidström und Peter Forsberg (Schweden), Jaromír Jágr und Dominik Hašek (Tschechien), sowie Sergei Fjodorow und Pawel Bure (Russland). Außergewöhnliche sowjetische Spieler waren unter anderem Boris Michailow, Wladimir Petrow, Waleri Charlamow, Wladislaw Tretjak, Wladimir Krutow, Igor Larionow, Sergei Makarow (letztere drei bildeten zusammen die berühmte KLM-Reihe) sowie Wjatscheslaw Fetissow und Alexei Kassatonow.
Unter den Aktiven genießen Spieler wie Sidney Crosby, Connor McDavid, Auston Matthews sowie Alexander Owetschkin und Jewgeni Malkin große Popularität.
Bei den Frauen haben vor allem die Kanadierinnen Manon Rhéaume und Hayley Wickenheiser weltweiten Ruhm erfahren.
In Deutschland wurde Erich Kühnhackl zum „Eishockeyspieler des Jahrhunderts“ gewählt, bekannt sind auch der ehemalige Bundestrainer Hans Zach sowie Gerd Truntschka, Dieter „Didi“ Hegen, und Udo Kießling, welcher auch deutscher männlicher Rekordnationalspieler ist.
Mit Uwe Krupp, der als erster Deutscher den Stanley Cup gewonnen hat und zwischen 2005 und 2011 Bundestrainer war, sowie den aktuellen NHL-Profis Dennis Seidenberg, Tobias Rieder, Leon Draisaitl, Thomas Greiss, Tom Kühnhackl und Philipp Grubauer erfreuen sich auch deutsche Eishockeyspieler internationaler Popularität. Weitere deutsche Eishockeyspieler in der NHL waren Marco Sturm, Christoph Schubert, Jochen Hecht, Alexander Sulzer, Korbinian Holzer und Christian Ehrhoff.
Bekannte Spieler aus der Schweiz sind die ehemaligen NHL-Torhüter Martin Gerber, Reto Berra, Jonas Hiller sowie David Aebischer, der in der Saison 2000/01 als erster Schweizer den Stanley Cup gewonnen hat. Mit Mark Streit konnte zu Beginn der Saison 2005/06 erstmals ein Schweizer Feldspieler in der NHL Fuß fassen. Hinzu kommen Spieler wie Nico Hischier, Luca Sbisa, Roman Josi und Nino Niederreiter, die aktuell (Stand 2024) in der NHL aktiv sind. Weitere bekannte Spieler mit Schweizer Hintergrund sind in der Liste der Schweizer Spieler in der NHL ersichtlich.
Ein bekannter österreichischer Eishockeyspieler aus den siebziger Jahren ist der mittlerweile in die Politik gewechselte Franz Voves, der insgesamt 75 Spiele für die österreichische Eishockeynationalmannschaft bestritt. Heutzutage sind aktive und ehemalige NHL-Spieler wie Thomas Pöck, Thomas Vanek, Michael Grabner, Michael und Thomas Raffl sowie Andreas Nödl sehr bekannt in Österreich.

## Bekannte Eishockeyvereine
Zu den bekanntesten Vereinen weltweit zählen in erster Linie die Clubs aus der National Hockey League. Über die größte Tradition verfügen dabei die „Original Six“ (Boston Bruins, Chicago Blackhawks, Detroit Red Wings, Canadiens de Montréal, New York Rangers, Toronto Maple Leafs) – die Gründungsmitglieder sind, oder in den Anfangsjahren in die Liga aufgenommen wurden. Die Mighty Ducks of Anaheim, welche erst Anfang der neunziger Jahre ihr Debüt in der NHL gaben, haben hingegen zuerst durch den Sportfilm The Mighty Ducks, dem sie letztendlich ihren Namen zu verdanken haben, einen gewissen Popularitätsschub erhalten. Inzwischen heißt das Team „Anaheim Ducks“.
Neben den nordamerikanischen Eishockeyvereinen zählt auch der mehrfache sowjetische Meister ZSKA Moskau zu den ruhmreichen Eishockeyvereinen. Dieser mit 20 Titeln erfolgreichste Teilnehmer im Europapokal verfügte in den 1970er und 1980er Jahren auch weltweit über eine der spielstärksten Mannschaften. Bei mehreren Spielen gegen verschiedene NHL-Klubs (Super Series), welche allesamt auf nordamerikanischem Boden ausgetragen wurden, hatte der ZSKA zum Abschluss ausnahmslos eine positive Bilanz.
In Deutschland sind vor allem die rheinischen Rivalen Düsseldorfer EG (von 2000 bis 2012 DEG Metro Stars) und Kölner Haie (ehemals Kölner EC) bekannt, welche in den 1990er Jahren mehrere spannende Duelle um den Deutschen Meistertitel austrugen. Weiterhin genießen auch Vereine wie die Krefeld Pinguine (Meister 1952, 2003), Frankfurt Lions (Meister 2004), Adler Mannheim (Meister 1980, 1997, 1998, 1999, 2001, 2007, 2015 und 2019) und DEL-Rekordmeister Eisbären Berlin (Meister 2005, 2006, 2008, 2009, 2011, 2012, 2013, 2021 und 2024) große Popularität. Vereine wie der EV Füssen (16-facher deutscher Meister), EC Bad Nauheim, EC Bad Tölz, SB Rosenheim, der EV Landshut, der SC Riessersee (10-facher deutscher Meister) oder der BSC Preussen, genauer gesagt, der Berliner Schlittschuhclub, welcher bis heute Rekordmeister ist, spielen heutzutage sportlich eine eher untergeordnete Rolle, haben vorrangig durch ihre mittlerweile weit zurückliegenden Erfolge jedoch noch eine gewisse Bekanntheit.
In der DDR gewann beim „ewigen Duell“ zwischen dem SC Dynamo Berlin und die SG Dynamo Weißwasser letztere 25 Mal die Meisterschaft und Dynamo Berlin 15 Mal.
Zu den bekanntesten Schweizer Eishockeyclubs zählen der Rekordmeister HC Davos, der SC Bern mit dem seit Jahren höchsten europäischen Besucherzuspruch zwischen 15- und 16-Tausend Zuschauern pro Spiel, die ZSC Lions aus Zürich, die Kloten Flyers und der HC Lugano. Daneben gibt es auch kleinere Klubs, welche in den jeweiligen Regionen einen großen Stellenwert haben, wie zum Beispiel die SCL Tigers aus Langnau, der EV Zug, der EHC Biel, Fribourg-Gottéron oder der HC Ambrì-Piotta.
Die wohl bekanntesten österreichischen Eishockeyclubs sind der Rekordmeister EC KAC sowie der EC VSV, der EHC Liwest Black Wings Linz, der EC Red Bull Salzburg und die Vienna Capitals.

## Verwandte Sportarten

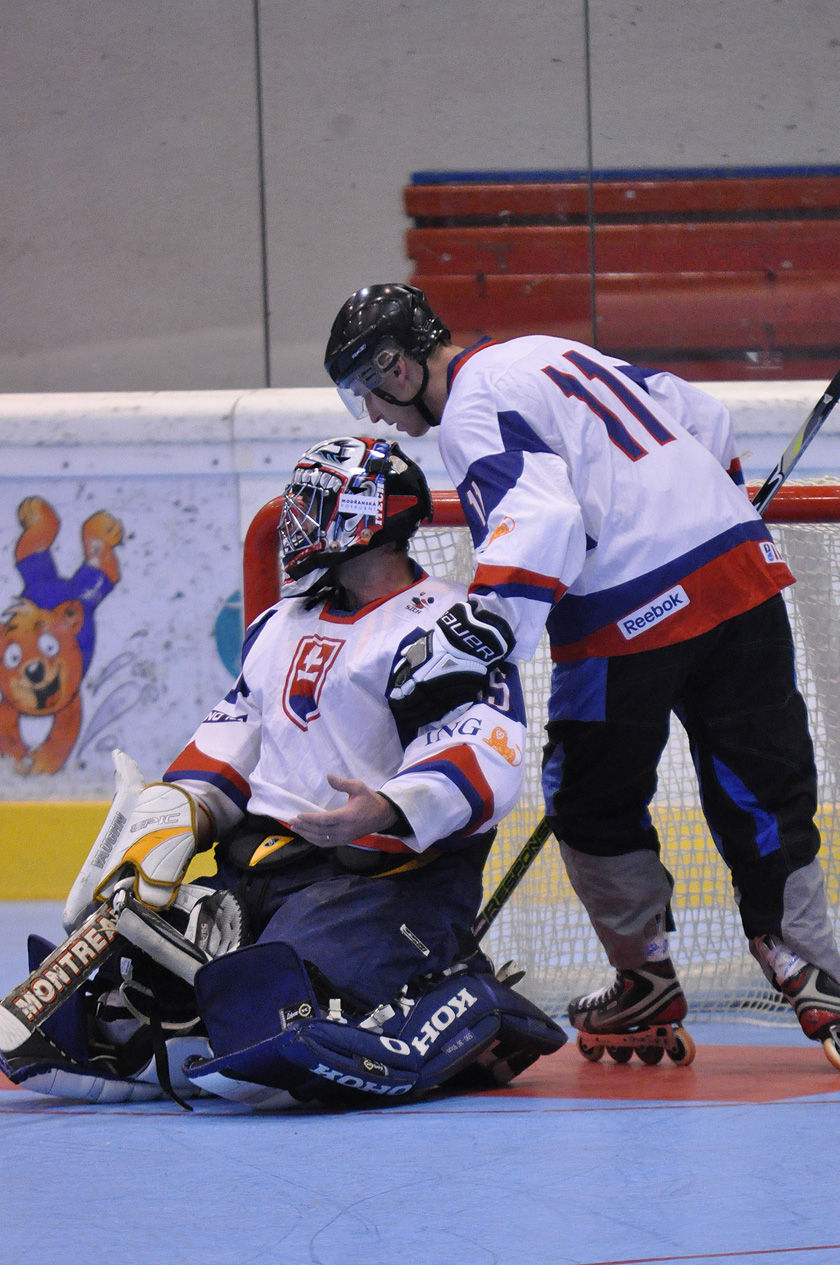
Inlinehockey hat nahezu die gleiche Ausrüstung wie Eishockey

Ein Vorläufer des Eishockeys ist Bandy, eine Eis-Sportart, die in mehrfacher Hinsicht eher dem Feldhockey und dem Fußball ähnelt und besonders in Nord- und Osteuropa und Nordamerika betrieben wird.
Aus dem Eishockeysport hat sich eine Reihe heute eigenständiger Sportarten entwickelt: Zum einen das Sledge-Eishockey, auch Schlitteneishockey genannt, das den Eishockeysport für körperlich beeinträchtigte Sportler ermöglicht, bei welchen die Beweglichkeit der unteren Gliedmaßen eingeschränkt ist, und heute als Sportart im festen Programm der Winter-Paralympics steht. Auch gibt es das Chneblen, bei dem man ohne Ausrüstung und aus Spaß auf dem Eisfeld kleine Turniere macht. Zum anderen existieren gleich mehrere „Sommer-Eishockey“-Sportarten, wie Floorball/Unihockey, Inlinehockey, Inline-Skaterhockey oder Streethockey, von welchen Floorball, Inlinehockey und Streethockey über eigene Weltmeisterschaften verfügen, wobei die beiden letzteren auch von der Internationalen Eishockey-Föderation durchgeführt oder unterstützt werden. 
Floorball/Unihockey ist insbesondere in Skandinavien, der Schweiz und Tschechien eine sehr populäre Variante, die in normalen Sporthallen ausgetragen wird und die auch als Mixed gespielt werden kann. Einige Eishockeyvereine verfügen über eigene Floorball-Abteilungen, darunter die Eisbären Berlin und die Darmstadt Dukes. Streethockey wird immer beliebter bei jungen Menschen, weil man es auch außerhalb und ebenso wie Floorball ohne viel Ausrüstung spielen kann.
Eine weiter verwandte, jedoch in Deutschland noch nicht sehr bekannte Sportart ist Broomball. Die größten Unterschiede im Vergleich zum Eishockey sind, dass man den Sport mit Spezialschuhen auf dem Eis spielt und anstelle von Eishockeyschlägern und Puck einen „Broom“ sowie einen Ball benutzt.
Aus Ontario in Kanada kommt die Sportart Ringette, die fast ausschließlich von Mädchen und Frauen gespielt wird. Ringette wird außerhalb Kanadas in Finnland, Schweden, Russland, Slowakei, Tschechien, Frankreich und den USA gespielt.
Eine spezielle Variante ist Unterwassereishockey.